# Lotus Production
Lotus Production è una casa di produzione cinematografica e televisiva guidata da Raffaella Leone e Andrea Leone e controllata da Leone Film Group, società operante nel mercato cinematografico e audiovisivo e quotata sul mercato AIM Italia dal 2013. Affermata e riconosciuta a livello internazionale, Lotus ha prodotto negli anni film e serie TV di grande successo, di pubblico e critica, collaborando con alcuni tra i principali autori italiani, tra cui Paolo Genovese, Gabriele Muccino e Paolo Virzì.

## Storia
Fondata nel 2004, la Lotus Production ha iniziato a lavorare con importanti artisti quali Paolo Genovese, Gabriele Muccino e Paolo Virzì. Nel 2015 è stata rilevata dalla società Leone Film Group. Dopo aver prodotto titoli del calibro di Perfetti sconosciuti, La pazza gioia, A Casa tutti bene e la serie I leoni di Sicilia, sono attualmente in lavorazione tante nuove storie tra cui Un altro Ferragosto di Paolo Virzì, Here Now di Gabriele Muccino, Uonderbois serie TV diretta da Andrea De Sica e Giorgio Romano per Disney+ e I giorni dell’abbandono, opera tratta dall’omonimo romanzo di Elena Ferrante con protagonista Penélope Cruz.

## Filmografia

### Film
- Viaggio in Italia, regia di Luca Miniero e Paolo Genovese, 2007.
- Amici all’italiana, regia di Nicola Guarglianone, 2007.
- Amore 14, regia di Federico Moccia, 2009.
- Immaturi, regia di Paolo Genovese, 2011.
- Una famiglia perfetta, regia di Paolo Genovese, 2012.
- Ti ricordi di me, regia di Rolando Ravello, 2014.
- Ti sposo ma non troppo, regia di Gabriele Pignotta, 2014.
- Tutta colpa di Freud, regia di Paolo Genovese, 2014.
- Le leggi del desiderio, regia di Silvio Muccino, 2015.
- Il professor Cenerentolo, regia di Leonardo Pieraccioni, 2015.
- Italiano Medio, regia di Maccio Capatonda, 2015.
- Perfetti sconosciuti, regia di Paolo Genovese, 2016.
- Quel bravo ragazzo, regia di Enrico Lando, 2016.
- Miami Beach, regia di Carlo Vanzina, 2016.
- La pazza gioia, regia di Paolo Virzì, 2016.
- Omicidio all'italiana, regia di Maccio Capatonda, 2017.
- The Place, regia di Paolo Genovese, 2017.
- Rimetti a noi i nostri debiti, regia di Antonio Morabito, 2018. Film italiano prodotto da Netflix.
- Hotel Gagarin, regia di Simone Spada, 2018.
- A casa tutti bene, regia di Gabriele Muccino, 2018.
- Notti magiche, regia di Paolo Virzì, 2018.
- Vivere, regia di Francesca Archibugi, 2019.
- The boat, regia di Alessio Liguori, 2019.
- Appena un minuto, regia di Francesco Mandelli, 2019.
- La volta buona, regia di Vincenzo Marra, 2020.
- Mio fratello mia sorella, regia di Roberto Capucci, 2021.
- Per tutta la vita, regia di Paolo Costella, 2021.
- Gli anni più belli, regia di Gabriele Muccino, 2021.
- Supereroi, regia di Paolo Genovese, 2021.
- Time is Up, regia di Elisa Amoruso, 2021.
- Vicini di casa, regia di Paolo Costella, 2022.
- Per lanciarsi dalle stelle, regia di Andrea Jublin, 2022.
- The land of dreams, regia di Nicola Abbatangelo, 2022.
- Time is Up 2, regia di Elisa Amoruso, 2022.
- Il viaggio leggendario, regia di Alessio Liguori, 2023.
- Il primo giorno della mia vita, regia di Paolo Genovese, 2023.
- Mia, regia di Ivano De Matteo, 2023.
- Felicità, regia di Micaela Ramazzotti, 2023
- Il migliore dei mondi, regia di Maccio Capatonda, Danilo Carlani e Alessio Dogana, 2023.
- Fino alla fine, regia di Gabriele Muccino, 2024.
- Un altro Ferragosto, regia di Paolo Virzì, 2024.
- FolleMente, regia di Paolo Genovese, 2025
- I giorni dell’abbandono, regia di Isabel Coixet, TBD

### Serie TV
- The Generi, regia di Maccio Capatonda, 2018.
- Immaturi – la serie, regia di Rolando Ravello, 2018.
- Tutta colpa di Freud – la serie, regia di Rolando Ravello, 2021.
- A casa tutti bene – la serie, regia di Gabriele Muccino, 2021.
- Alfredino – una storia italiana, regia di Marco Pontecorvo, 2021.
- A casa tutti bene – seconda stagione, regia di Gabriele Muccino, 2022.
- I leoni di Sicilia, regia di Paolo Genovese, 2022.
- Uonderbois, regia di Andrea De Sica e Giorgio Romano, 2024.

### Documentari
- Ben: Respira, regia di Gianluigi Carella, 2021.
- Road to Tech Emotion, regia di AA.VV., 2021.
- Sergio Leone – L’italiano che inventò l’America, regia di Francesco Zippel, 2022.
- Inside Gemelli, regia di Davide Comelli, 2022.
- Sbagliata ascendente leone, regia di BENDO, 2022.

### Service
- Sense8, regia di AA.VV., 2015-2018.
- American Assassin, regia di Michael Cuesta, 2017.
- All the Money in the World, regia di Ridley Scott, 2017.
- John Wick: Chapter 2, regia di Chad Stahelski, 2017.
- Mary Magdalene, regia di Garth Davis, 2018.
- Europe Raiders, regia di Jingle Ma, 2018.
- Solo: A Star Wars Story, regia di Ron Howard, 2018.
- Trust, regia di AA.VV., 2018.
- The Two Popes, regia di Fernando Meirelles, 2019.
- Catch-22, regia di George Clooney, Grant Heslov, Ellen Kuras, 2019.
- Murder Mystery, regia di Kyle Newacheck, 2019.
- No Time to Die, regia di Cary Joji Fukunaga, 2021.
- Mission: Impossible - Dead Reckoning Part One, regia di Christopher McQuarrie, 2023.
- The Little Mermaid, regia di Rob Marshall, 2023.
- Ripley, regia di Steven Zaillian, 2023.

## Premi
- Una famiglia perfetta, regia di Paolo Genovese – Nastro speciale 2013 per la commedia a Francesca Neri
- Perfetti sconosciuti, regia di Paolo Genovese – David di Donatello: Miglior film e Migliore sceneggiatura; Nastro d’argento: Migliore canzone, Miglior Commedia, Nastro d'argento speciale al cast; Globo d'oro: Migliore commedia; Ciak d'oro: Miglior film, Migliore sceneggiatura; Migliore attore protagonista a Marco Giallini; Tribeca Film Festival: Best Screenplay for an International Narrative Feature; Guinness World Record: Film con il maggior numero di Remake
- La pazza gioia, regia di Paolo Virzì – David di Donatello: Miglior film, Miglior regista, Migliore attrice protagonista a Valeria Bruni Tedeschi, Miglior scenografo; Nastro d’argento: Migliori costumi, Migliore attrice protagonista a Valeria Bruni Tedeschi e Micaela Ramazzotti, Miglior regista, Migliore sceneggiatura, Migliore musica; Globo d’oro: Migliore sceneggiatura; Ciak d’oro: Miglior montaggio, Migliore attrice protagonista a Micaela Ramazzotti, Miglior film
- Omicidio all'italiana, regia di Maccio Capatonda – Nastro d’argento: Migliore attrice non protagonista a Sabrina Ferilli
- The Place, regia di Paolo Genovese – Globo d’oro: Miglior fotografia
- A casa tutti bene, regia di Gabriele Muccino - David di Donatello: David dello spettatore; Nastro d’argento: Premio Nino Manfredi a Claudia Gerini, Nastro d’oro speciale al cast; Globo d’oro: Miglior attrice non protagonista a Claudia Gerini, Miglior attore non protagonista a Massimo Ghini
- Gli anni più belli, regia di Gabriele Muccino – Nastro d’argento: Premio Nino Manfredi a Claudio Santamaria
- Supereroi, regia di Paolo Genovese – Premio Flaiano per la cinematografia Miglior interpretazione a Jasmine Trinca
- Sergio Leone – L’italiano che inventò l’America, regia di Francesco Zippel - Premio documentario dell'anno ai Nastri d'Argento 2023
- Felicità, regia di Micaela Ramazzotti – Premio Spettatori 80° Mostra Internazionale d’arte cinematografica di Venezia